# 만티케이라대서양나무쥐
만티케이라대서양나무쥐(Phyllomys mantiqueirensis)는 가시쥐과에 속하는 남아메리카 설치류의 일종이다. 브라질에서 발견된다.